# Damien Grégorini
Damien Grégorini (Nizza, 2 marzo 1979) è un ex calciatore francese, di ruolo portiere.